# Helyszínek a Life Is Strange-ben
Ez a szócikk az eredeti Life Is Strange (2015), az előzmény Life Is Strange: Before the Storm (2017) és a folytatás Life Is Strange: Double Exposure (2024) játékban található helyszíneket sorolja fel.
|  | Alább a cselekmény részletei következnek! |

## Amber-házBtS
Az Amber-ház James, Rose és Rachel Amber otthona. Az ingatlan, amely címe 2420 Blackfriars Road, tulajdonosa James, a város kerületi ügyésze. Csak a Before the Stormban játszható, a nyílt étkezőben, Rachel szobájában és James irodájában játszódik a játék több kulcsfontosságú jelenete is.

## Arcadia Bay
Arcadia Bay óceánparti kisváros Oregon államban, az Egyesült Államokban. A várost eredetileg amerikai indiánok alapították, mielőtt a Prescott-család megérkezett volna a helyszínre 1895-ben. A Prescottok az évszázadok során sokat rontottak a város helyzetén, többek között teljesen tönkretették a halászati iparát, amelyre Arcadia Bay bevételeinek nagy része alapult. 1910-ben alapításra került a Blackwell Academy művészeti iskola a város területén, amely sok gazdag diákot vonzott a kisvárosba.
2010-ben egy Rachel Amber által indított erdőtűz elpusztította a környék természeti területének egy nagy részét. 2013-ban a város több szokatlan természeti jelenségen esett át, amelyek Max Caulfield képességeihez voltak köthetők. Ugyanebben az évben kiderült, hogy Mark Jefferson sorozatgyilkos több diáklányt is elrabolt és bedrogozott fényképészeti projektjéhez.
Ökológiáját tekintve a város az Egyesült Államok nyugati-parti élővilága mintájára épült. Találhatók itt medvék, kígyók, prérifarkasok, farkasok, bálnák, mókusok és pillangók.
A város az eredeti játék és a Before the Storm fő helyszíne és röviden a Life Is Strange 2-ben is megjelenik. A város nevét a görög arcadia szóból származtatták az írók. Eredeti inspirációja Astoria, majd később Garibaldi volt.

## Blackwell Academy
A Blackwell Academy művészeti magániskola Arcadia Bayben, amely leginkább végzős diákok képzésére koncentrál. Az iskolát amerikai indiánok földjére építették fel, akikkel a telepesek békében éltek a város alapítása idején. Az iskolát Jeremiah Blackwell alapította 1910-ben, akiről egy szobor emlékezik meg az akadémia előtt. Az intézmény résztulajdonosa a Prescott-család, amely ezek mellett legfőbb pénzügyi támogatója is. 1998-ban a család adományozta az iskolának a kollégiumát. Az iskola igazgatója Raymond Wells.
Az iskola a Before the Storm cselekménye idején (2010) még fiatalabb diákokat is befogadott, hiszen Chloe Price és Rachel Amber is ide jártak 15 éves korukban (Chloe a Farewell epizód szerint már 2008 óta), majd valamikor 2013 (a Life Is Strange cselekménye) előtt váltott kétéves programra végzős középiskolások számára.
Az iskola területén öli meg Nathan Prescott 2013-ban Price-t a női mosdóban, mielőtt Max Caulfield felfedezi időutazási képességeit (a mosdó egy jelent idejére a Double Exposure-ben is megjelenik). Ugyanebben az évben derül ki, hogy az intézmény fényképész-tanára, Mark Jefferson több diáklányt is elrabolt és elkábított egyik projektjéhez.

## Caledon EgyetemDE
A Caledon Egyetem művészeti és tudományos egyetem a vermonti Lakeportban. Az intézményt 1886-ban alapították. Három fő épülete van, az Adminisztrációs Épület, a Szépművészeti Épület és egy meg nem nevezett szárny. Max Caulfieldet 2023-ban nevezik ki rezidens fényképésznek az egyetemen.

## Dark Room
A Dark Room (magyarul: sötét szoba vagy sötétkamra) bunker, amelyet a Prescott-család eredetileg önvédelmi célokkal épített fel, de amelyet később Mark Jefferson használt, hogy elrabolja diákjait és elkábítsa őket projektjéhez. A bunkert a Prescott-farm alatt építették fel, amelyet Chloe és Max fedez fel. Két részre van felosztva, az egyik egy tárolószoba, amely fel van készítve vészhelyzet esetére, míg a másik része Jefferson stúdiója. A falak tele vannak kínzott emberek képeivel, míg találhatók fecskendők is a bunkerben, amelyeket Jefferson használt.
A stúdióban Max és Chloe találnak képeket többek között Rachel Amberről és Kate Marsh-ról, illetve a korábbi holttestéről Nathan Prescott mellett a roncstelepen.
A helyszín átmenetileg megjelenik a Before the Stormban is, mikor az utolsó jelenetekben látszik, ahogy Rachel telefonjára nem fogadott hívások érkeznek Chloe-tól, miközben a háttérben valaki (Nathan vagy Jefferson) fényképeket készít róla. Részei látható a Double Exposure egyik utolsó epizódjában, de maga a szoba nem jelenik meg.

## Everett ObszervatóriumDE
Az Everett Obszervatórium a Caledon Egyetem obszervatóriuma, amelyet Samuel Everett hozott létre 1927-ben, a Caledon Comet Chasers felhasználására. Az épület körül sok szobor található, többek között Kopernikuszról és Atlaszról.
Max Caulfield, Safi Llewellyn-Fayyad és Moses Murphy itt gyűlnek össze csillagokat nézni a Safi halála napján.

## Hellerton HázDE
A Hellerton Ház épület a Caledon Egyetem kampuszán, amelyben minden évben az intézmény rezidens művésze lakik, így Max Caulfield otthona a Double Exposure idején. Az épületet James Hellerton Caledon-diák 21 évesen elhunyt lánya, Hannah, tiszteletére építették.

## Madsen/Price-ház
A Madsen/Price-ház David Madsen, Joyce és Chloe Price otthona. Az ingatlan, amely címe 44 Cedar Avenue, tulajdonosa Joyce. A háznak két hálószobája, egy fürdőszobája és egy nappalija van. Ezek mellett a garázs az alternatív idővonalon át van alakítva egy szobává, amelyben a sérült Chloe-t ápolják szülei. A ház többször is szerepel, mint felfedezhető helyszín a játékban, különböző epizódokban.

## Old MillBtS
Az Old Mill elhagyatott fűrésztelep, ahol Chloe és Rachel először találkoznak egy koncerten. Elhelyezkedése nem ismert, de Chloe elmondása szerint „mérföldekre” található otthonától, és több, mint egy órába telt elsétálnia a vonatsín mellett a telepig. Csak a Before the Stormban játszható, egy visszatérő helyszín, a játék tetőpontja is itt játszódik, mikor Sara és Chloe találkoznak.

## Overlook ParkBtS
Az Overlook Park (vagy Culmination Állami Park) védett terület Arcadia Baytől nem messze. 1839-ben ide érkezett meg Ezekiel Blackwell telepes expedíciója, és miután meglátta az óceánt a később kilátóvá alakított területen, úgy döntött, hogy megalapítja Culmination városát. A Culmination Peak hegycsúcs körül található területet 1997-ben minősítették állami parkká.
Rachel itt fedezi fel apja kapcsolatát egy másik nővel.

## Óceánpart
A Csendes-óceán partja többször is megjelenik a játék során, többek között amikor Max és Chloe meglátogatják a város drogkereskedőjét, Frank Bowerst. Az epizódban Chloe megöli Franket, de Max képességeinek köszönhetően lehetséges végkimenetel az is, hogy a felek barátként válnak el.

## Roncstelep
Az American Rust roncstelep Arcadia Bay szélén található, a vonatsínek mellett. Max és Chloe sok időt tölt a játék idején, és amint az később kiderül, Chloe gyakran járt ide Rachel Amberrel is. A páros kisajátított egy elhagyatott kisházat a telep szélén, kidíszítve saját dolgaikkal, amely „a rejtekhely” néven ismert.
Chloe és Max itt fedezik fel Rachel holttestét, amelyet követően Jefferson ott helyben fejbe lövi Chloe-t. Chloe háromszor is meghal itt.

## Snapping TurtleDE
A Snapping Turtle bár a Caledon Egyetem területén, amelyet a benne található teknősfestményről neveztek el. A bár a diákok és tanárok egyik kedvenc gyülekezőhelye, minden évben itt rendezik meg a krampusz témájú ünnepségüket. Amanda Thomas működteti.

## Two Whales Diner
A Two Whales Diner étterem Arcadia Bay óceánpartján. Nagyon népszerű a város lakosai köreiben, gyakran találhatók itt rendőrök és kamionsofőrök is. Egy klasszikus amerikai étkező stílusára van felépítve, ennek megfelelően szokásos amerikai reggeli-, és vacsoraételek szerepelnek menüjén. Itt dolgozik Chloe anyja, Joyce Price is.
A vihar megérkezése közben több fontos szereplő is életét veszti itt egy gázrobbanást követően.

## Világítótorony
A világítótorony az egyik legfontosabb helyszín a játékban, a Life Is Strange első jelenete is itt kezdődik meg. Ezek mellett fontos motívum is a szereplők vihar elleni küzdelmében, az egyetlen hely volt ahol Max és Chloe biztonságban érezte magát.
Chloe és Max sok időt töltött a világítótoronynál gyerekkorukban, illetve amikor még nyitva volt a nyilvánosság számára, többször meg is mászták. Az epizódok többségében van valamilyen szerepe, az utolsóban Maxnek itt kell meghoznia a döntést, hogy Chloe-t vagy a várost áldozza-e fel.
|  | Itt a vége a cselekmény részletezésének! |

## Jelmagyarázat
- BtS – Csak a Before the Stormban szerepel.
- DE – Csak a Double Exposure-ben szerepel